# Mandingo (film)
Mandingo è un film del 1975 diretto da Richard Fleischer.
Si basa sull'omonimo romanzo (1957)  scritto da Kyle Onstott e sulla pièce teatrale di Jack Kirkland. Fra gli interpreti, James Mason, Susan George, Perry King, il pugile Ken Norton e il culturista e wrestler-professionista Earl Maynard.

## Trama
A Falconhurst, in una piantagione di proprietà del vedovo Warren Maxwell e di suo figlio Hammond, uno schiavo nero di stirpe mandingo, chiamato Ganymede, detto Mede, viene addestrato a combattere con altri schiavi per partecipare a spettacoli di lotta a cui assistono bianchi benestanti. Hammond trascura la moglie bianca Blanche, che lui respinse durante la sua prima notte di nozze quando scoprì che lei non era più vergine, così si dedica alla sua schiava di colore, Ellen. Da parte sua, Blanche seduce Mede. I vari conflitti e le forti emozioni che nascono da questi avvenimenti condurranno a delle tragiche conclusioni.

## Produzione
Girato quasi interamente in Louisiana, in due vere ex-piantagioni, la Ashland-Belle Helene Plantation (situata a Geismer) e la Houmas House Plantation (a Burnside).

## Edizione italiana
Distribuito in Italia dalla Titanus nei primi giorni di settembre del 1975.

## Accoglienza

### Incassi
«Il film Mandingo sta polverizzando tutti i record di incasso in un clima di accesa polemica che ha mobilitato larghi strati dell'opinione pubblica. È ben noto che una parte degli americani è pronta a reagire alquanto vivacemente quando un libro o un film rievocano fatti e misfatti della terribile condizione di schiavitù in cui, per molti anni del secolo scorso, furono tenuti i neri negli Stati del Sud. Questa volta le reazioni sono state molto più violente, perché Mandingo è un atto di accusa tremendo e inesorabile contro i bianchi che, vittime del loro egoismo, si macchiarono della più infame delle barbarie.
C'è chi accusa il produttore Dino De Laurentiis di aver approvato una sceneggiatura che analizza quel triste fenomeno senza mezzi termini, mentre altri si scagliano contro il regista Richard Fleischer per aver trattato taluni episodi del film con un realismo crudo e spietato. Mentre il pubblico fa lunghe file davanti ai cinema di New York e delle più importanti città d'oltre oceano dove Mandingo tiene cartello con il "tutto esaurito" da molte settimane, i giornali, la radio. la televisione e numerose associazioni culturali ospitano accesi dibattiti su questo film che è alla ribalta quanto le varie missioni di pace di Henry Kissinger.
Mandingo è tratto dall'omonimo romanzo di Kyle Onstott che con il suo libro ha raggiunto un successo letterario senza precedenti. Dal 1957, anno in cui è stato pubblicato, ne sono state vendute oltre 15 milioni di copie. Il romanzo ha avuto un eccezionale numero di lettori anche in Europa. Tradotto in Francia nel 1964, è rimasto sei mesi nella lista dei bestseller; in Italia è alla settima edizione. L'editore americano lo aveva presentato con questi aggettivi: «devastante, scioccante». Il "Christian Herald" lo definiva: "Terribile, ma così autentico". II famoso scrittore di colore Richard Wright lo presentò con queste parole: "È l'unico libro vero sulla schiavitù dei neri in America. Bisogna farlo conoscere a tutti i costi"» .

### Critica
«È l'esatto rovescio di La capanna dello zio Tom. [...] Agli aspetti drammatici del film si contrappongono i momenti sentimentali del tenero amore che unisce la mulatta Ellen ad Hammond, quelli di sapore erotico che accompagna il cinico "gallismo" dei figli dei proprietari terrieri, nonché le grandi aperture spettacolari di un'ambientazione fedelissima all'epoca, sia nei meravigliosi esterni della campagna [...] che negli interni di ville e palazzi conservati ancora oggi in tutto il loro splendore. Tra le tante note di colore del film, spiccano quelle relative al mercato degli schiavi in cui il regista Fleischer, riprendendo una consuetudine di quei tempi poco conosciuta, fa agire anche le donne nel ruolo di compratori e con una pignoleria tutta femminile che le porta ad accertare... in loco se gli statuari negri sono "integri" oppure castrati. Al di là del valore e dell'importanza di documento ineccepibile di una certa realtà sociale, Mandingo costituisce la più palese dimostrazione di come l'umiltà e la fedeltà dello schiavo verso il padrone costituissero l'arma più pericolosa per annientarlo non soltanto fisicamente, ma soprattutto nella sua dignità di uomo» .